# Be Rockin'
Be Rockin' är en ONA som sändes mellan den 30 maj och den 6 juni 2006. Det blev totalt fem episoder av serien. 
Be Rockin' handlar om gitarristen Shun som undrar över hur han uttrycka sig själv via musiken.

## Rollista
- Kaori - Ayako Kawasumi
- Shun - Ginpei Sato
- Terada - Masashi Sugawara
- Kyoko - Takako Honda